# Павловский сельский совет (Вольнянский район)
Павловский сельский совет (укр. Павлівська сільська рада) — входит в состав
Вольнянского района
Запорожской области
Украины.
Административный центр сельского совета находится в 
с. Павловское.

## История
- 1958 — дата образования.

## Населённые пункты совета
- с. Павловское
- с. Беляевка
- с. Вишнёвое
- с. Задорожное
- с. Зелёное
- с. Значково
- с. Нововасилевка
- с. Новосёловка
- с. Поды
- с. Резедовка
- с. Раздолье
- с. Спасовка